# Olivier Allamand
Olivier Allamand   (La Tronche, 31 de juliol de 1969) és un esquiador francès, ja retirat, especialista en bamps.
El 1992 va prendre part en els Jocs Olímpics d'Hivern d'Albertville, on guanyà la medalla de plata en la prova de bamps del programa d'esquí acrobàtic. Dos anys més tard, als Jocs de Lillehammer, fou sisè en la mateixa prova.
En el seu palmarès també destaquen cinc victòries individuals a la Copa del Món de bamps. Una lesió als creuats l'obligà a retirar-se després dels Jocs de 1994.